# SAAB 32 Lansen
SAAB 32 Lansen (на шведски: пика) е двуместен шведски боен самолет, произвеждан през 50-те години.

## История
През 1948 година шведското министерство на отбраната представя на SAAB искане за самолет, който да може да достигне всяка точка по 2000-километровото шведско крайбрежие в рамките на един час, излитайки от централната част на страната. Новата машина трябва да замени остарелите витлови бомбардировачи от 40-те години. Предвидените системи за управление са включвали необичайно много за времето си електронно оборудване. Новата схема е наречена с кодовото название Р1150. Първият полет на прототипа се състои през 1953 година. Планирано е било модифицирането на самолета за да носи ядрени боеприпаси, но Швеция прекратява усилията си за създаване на атомна бомба и концепцията е изоставена. През 1997 година са изтеглени от употреба последните самолети Lansen.

## Дизайн
Дизайнът на самолета е новаторски за 50-те години. Това е една от първите самолетни конфигурации, създадени на компютър. Крилете на Лансен са под ъгъл от 35 градуса. Двигателят е Svenska Flygmotor RM6A, който е всъщност Ролс-Ройс Ейвън 100, строен по лиценз в Швеция. Конфигурацията е двуместна, но няма тренировъчен вариант.

## Варианти
A 32A
Това е щурмовият вариант на самолета, който се е използвал и за военноморски операции. Строен е между 1955 и 1958, и са създадени общо 287 бройки. Въоръжението му включва четири 20-милиметрови оръдия „Бофорс“ и две управляеми ракети SAAB 304. Изтеглен от употреба през 1978 година.
A 32B

S 32C

J 32D

J 32E

J 32E

J 32U

## Характеристики (J 32B)

### Основни характеристики
- Екипаж: 2
- Дължина: 14.94 m
- Размах на крилете: 13 m
- Височина: 4.65 m
- Площ на крилете: 37.4 m²
- Тегло (празен): 7500 kg
- Максимално летателно тегло: 13 500 kg
- Двигател: Svenska Flygmotor RM6A, с тяга 47.0 kN, 65.3 kN с доизгорител

### Технически характеристики
- Максимална скорост: 0.93 Мах (990 km/h) на височина 11 000 m
- Максимална дължина на полета без презареждане: 2000 km
- Таван на полета: 15 000 m

### Въоръжение
- 4 30-милиметрови оръдия ADEN
- 4 ракети „въздух-въздух“ Rb 24
- 3 противокорабни ракети Rb 04C

## Други самолети от серията
29 – 32 – 35 – 37 – 39